# Gigi Hadid
Gigi Hadid, all'anagrafe Jelena Noura Hadid (Los Angeles, 23 aprile 1995), è una supermodella statunitense.

## Biografia
Figlia dell’operatore immobiliare palestinese Mohamed Hadid e dell'ex modella olandese Yolanda Hadid, Gigi ha una sorella minore, Bella Hadid, e un fratello minore, Anwar Hadid, entrambi modelli. Ha anche due sorelle maggiori, Marielle e Alana, dal lato paterno. Diplomatasi nel 2012 al liceo di Malibù, si è successivamente trasferita a New York per dedicarsi agli studi e alla carriera da modella.
La sua carriera da modella inizia nel 2011, quando firma un contratto con la IMG Models. Nel 2012 viene scelta come testimonial di Guess, con la quale collabora ancora. Nel febbraio 2014 fa il suo debutto in passerella alla New York fashion week sfilando per Desigual. È apparsa nei videoclip di Surfboard, del cantante australiano Cody Simpson, e Simplethings del cantante Miguel. Nello stesso anno appare al fianco di Patrick Schwarzenegger nella nuova campagna Eyewear autunno / inverno dello stilista Tom Ford. Appare sulla rivista Sports Illustrated Swimsuit Issue nel 2014 e 2015.
Nel 2014 partecipa alla Paris Fashion Week sfilando per Jean Paul Gaultier, Sonia Rykiel e Chanel. Nel 2015 fa il suo debutto sul Calendario Pirelli. Nel mese di gennaio viene scelta come uno dei volti Maybelline, e successivamente prende parte alle sfilate autunno/inverno 2015 sfilando per Marc Jacobs, Chanel, Jean Paul Gaultier, Tommy Hilfiger, Michael Kors, Jeremy Scott, Tom Ford, Anna Sui, Dolce & Gabbana, Moschino, Max Mara, Emilio Pucci, Balmain e H&M. Nel mese di maggio è sulla cover dell'edizione australiana di Vogue, ed appare nel cast del videoclip Bad Blood, della cantante Taylor Swift, una delle sue più care amiche, dove interpreta "Slay-Z". Inoltre è protagonista delle campagne pubblicitarie autunno/inverno di Balmain, Max Mara e Topshop. Nel mese di agosto 2015 appare nel videoclip di Calvin Harris e dei Disciples How Deep Is Your Love, mentre nel mese di novembre parteciperà per la prima volta all'annuale Victoria's Secret Fashion Show e appare sulla cover dell'edizione olandese di Vogue. Inoltre ha partecipato al video del suo ex Cody Simpson, ed ha diretto il video di Cake by the Ocean cantata dai DNCE, band di cui faceva parte il suo ex ragazzo Joe Jonas. 

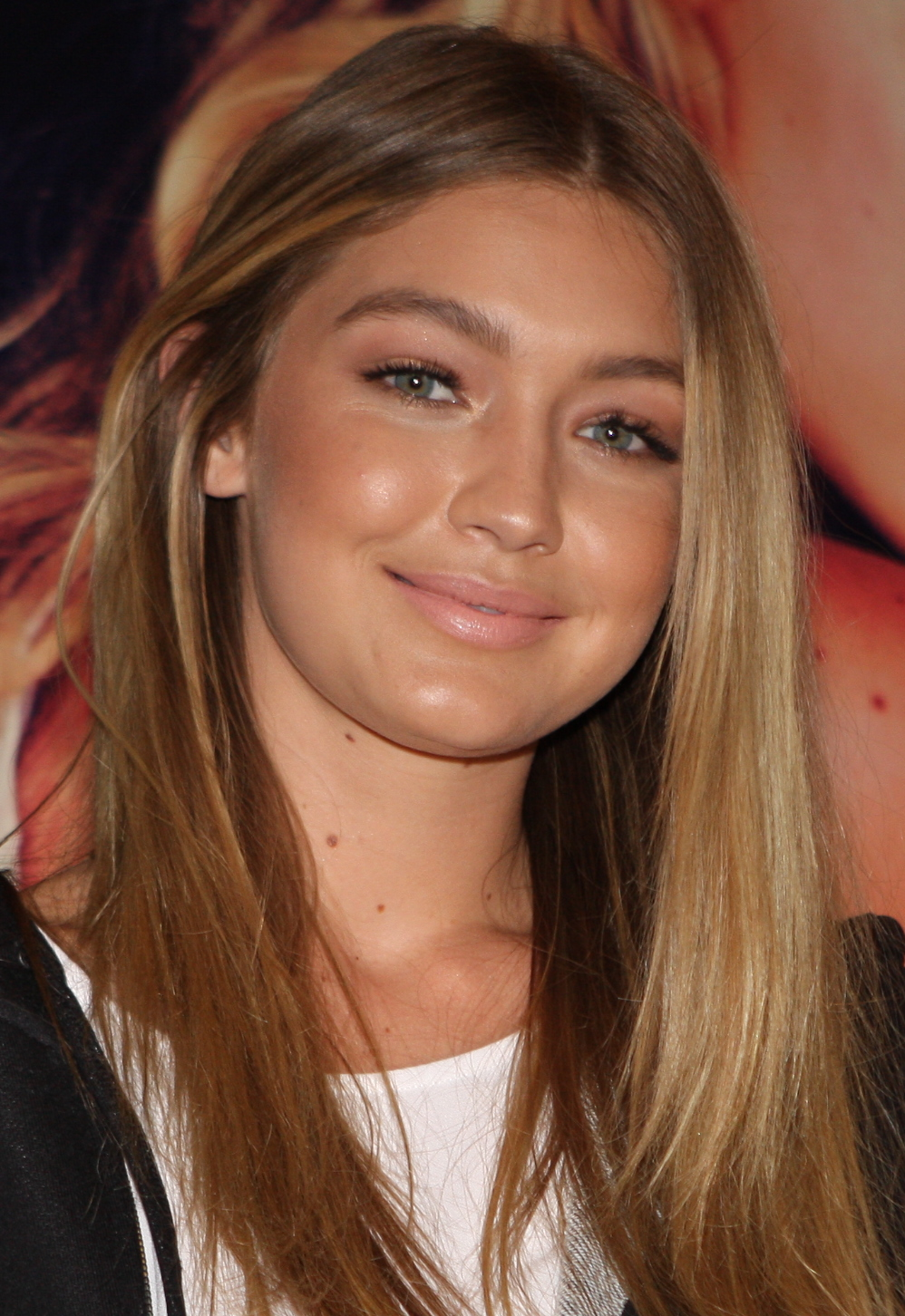
Gigi Hadid a Sydney per il Guess Spring Launch 2015 Campaign

Nel gennaio 2016 debutta sulla cover di Vogue British e diventa testimonial delle campagne pubblicitarie primavera/estate di Stuart Weitzman, insieme a Lily Aldridge e Joan Smalls, realizzata da Mario Testino, e di quella di Versace, accanto a Natasha Poly e Raquel Zimmermann. Prende parte al videoclip del singolo Pillowtalk del cantante Zayn con il quale ha successivamente intrapreso una relazione sentimentale. Ad inizio 2016 sfila alla Milano Fashion Week aprendo la sfilata di Versace, mentre nel marzo dello stesso anno partecipa alla sfilata di Balmain Paris.
A maggio 2016 vince gli MTV Awards nella categoria "Best Look". Nell'agosto dello stesso anno viene inserita dalla rivista Forbes al quarto posto fra le modelle più pagate, con un guadagno di 9 milioni di dollari, ex aequo con la modella Rosie Huntington-Whiteley. Nel novembre dello stesso anno partecipa per la seconda volta al Victoria's Secret Fashion Show che ha avuto luogo a Parigi, Francia.
Nel 2017, oltre a rinnovare i contratti per le fragranze di Versace, Tom Ford e Tommy Hilfiger, è protagonista di molte campagne pubblicitarie primavera/estate, come quelle di Dsquared2, Max Mara, Moschino e Fendi, quest'ultime due accanto alla sorella Bella Hadid. Nel mese di novembre avrebbe dovuto prendere parte al suo terzo Victoria's Secret Fashion Show ma non le viene concesso il visto per la Cina, location scelta per lo show, dovendo rinunciare alla sfilata. Nello stesso mese viene eletta dalla rivista Forbes la quinta modella più pagata, con un guadagno di 9.5 milioni di dollari, ex aequo con la modella Rosie Huntington-Whiteley.

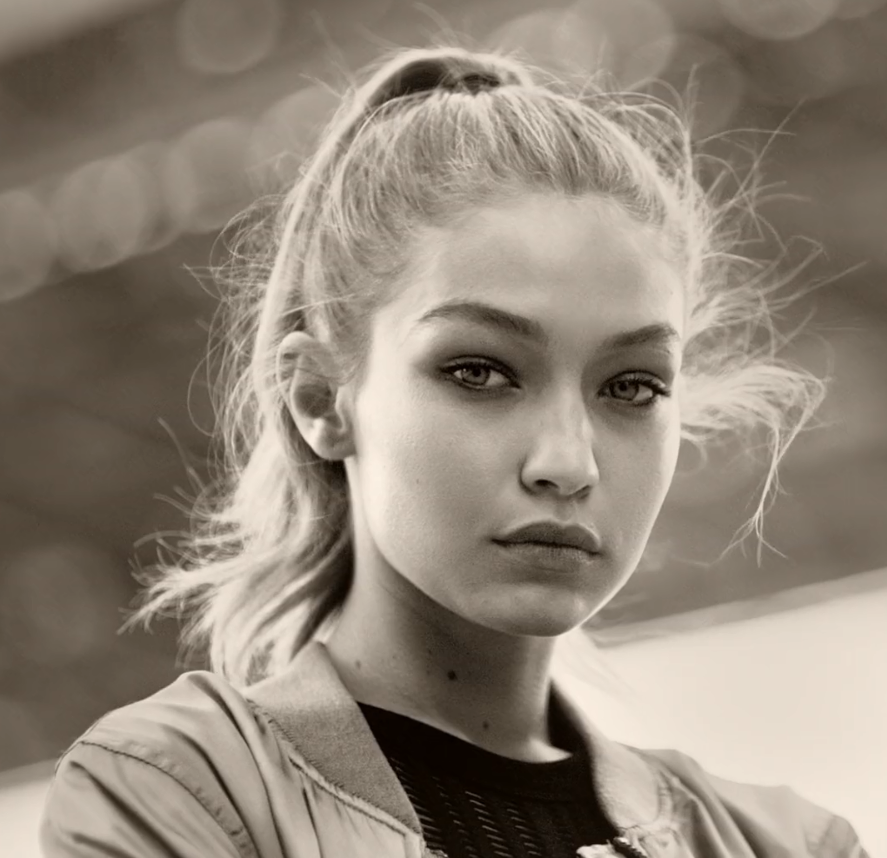
Gigi Hadid a New York nel 2016

L'anno successivo scende al settimo posto, mantenendo invariato il guadagno di 9.5 milioni di dollari. Nell'agosto del 2018, in qualità di ambasciatrice Unicef, si reca nel campo profughi di Jamtoli, in Bangladesh, dove risiedono 45.000 rifugiati in fuga dalle persecuzioni. Nel 2019 appare per la seconda volta sul Calendario Pirelli. Nel 2020 è tra le protagoniste della campagna primavera/estate di Max Mara, realizzata da Steven Meisel.

## Vita privata
Ha rivelato nel 2014 che le è stata diagnosticata la tiroidite di Hashimoto.
Nel 2016 è stata oggetto di un'aggressione fisica da un tale Vitalii Sediuk, e in quell'occasione, è stata elogiata per come si è difesa dall'assalitore. Nel gennaio 2017, dopo il "muslim ban" di Donald Trump, Gigi e sua sorella, Bella, presero parte alle proteste a New York City. Sempre nel 2017 ha cercato di recarsi in Cina per partecipare al Victoria's Secret Fashion Show 2017, ma ha avuto delle complicazioni dopo che il suo visto è stato revocato per accuse "di razzismo" nei confronti del Buddha.
Hadid ha iniziato a frequentare il cantante inglese Zayn Malik alla fine del 2015. È apparsa nel video musicale di Malik per Pillowtalk; i due si sono lasciati nel novembre 2018, dopo tre anni di fidanzamento, per poi ritornare insieme nel dicembre 2019. La coppia ha rivelato di essere in attesa della loro prima figlia nel 2020. La bambina, di nome Khai, è nata il 20 settembre 2020 in Pennsylvania. La coppia si separa nuovamente nell’ottobre 2021, dopo che la madre di lei, Yolanda Hadid, ha accusato il cantante di averla aggredita verbalmente e fisicamente durante un litigio. Dal 2023 è sentimentalmente legata all'attore Bradley Cooper.

## Filmografia
- Virgin Eyes, regia di Roxine Helberg – cortometraggio (2011)
- Ocean's 8, regia di Gary Ross (2018)
- Non ho mai... (Never have I ever) – serie TV (2021)[37]

## Videoclip
- Surfboard – Cody Simpson (2014)
- Simplethings – Miguel (2014)
- Bad Blood – Taylor Swift (2015)
- Flower – Cody Simpson (2015)
- How Deep Is Your Love – Calvin Harris e i Disciples (2015)
- Cake by the Ocean – DNCE (2015), co-regista con Black Coffee
- Pillowtalk – Zayn (2016)

## Campagne pubblicitarie
- Balmain A/I (2015)
- Balmain for H&M A/I (2015)
- Burberry Monogram (2019)
- Burberry A/I (2019) P/E (2020)
- BMW (2016)
- Calvin Klein (2020)
- Chanel (2020)
- Dsquared2 P/E (2017)
- Fendi P/E (2017) A/I (2018)
- Guess? (2012-2015)
- H&M x Moschino (2018)
- Lita Mortari A/I (2014)
- Max Mara A/I (2015) P/E (2020)
- Max Mara Accessories A/I (2016) P/E (2017)
- Maybelline (2015-presente)
- Michael Kors Wonderlust Sublime Fragrance (2019)
- Missoni A/I (2018) P/E (2019)
- Miu Miu A/I (2020)
- Moschino P/E (2017-2020) A/I (2018-2019)
- Penshoppe A/I (2016) P/E (2017)
- Prada 365 P/E (2019) A/I (2020)
- Prada eyewear P/E (2019)
- Rabanne (2024)
- Reebok (2016-2018)
- Seafolly (2015)
- Sisley A/I (2014)
- Stuart Weitzman P/E (2016-2017) A/I (2016)
- Sunglass (2019)
- Tom Ford A/I (2014-2020) P/E (2019)
- Tom Ford Beauty (2014)
- Tom Ford Velvet Orchid Fragrance (2014-2017)
- Tommy Hilfiger A/I (2016) P/E (2017-2018)
- Tommy Hilfiger The Girl Fragrance (2016-2017)
- Topshop A/I (2015)
- Valentino P/E (2018)
- Versace P/E (2016-2018) A/I (2016-2018)
- Versace Dylan Blue Fragrance (2016-2017)
- Versus P/E (2017)
- Vogue Eyewear A/I (2017) P/E (2018-2019)

## Agenzie
- IMG Models - New York, Milano, Parigi, Londra, Los Angeles, Sydney

## Riconoscimenti
- Teen Choice Awards
  - 2018 – Miglior modella